# Cosmòdrom de Baikonur

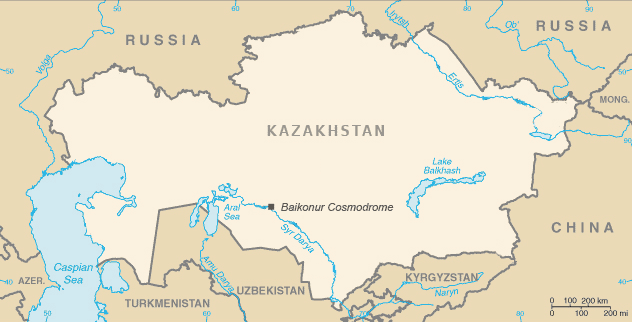
Ubicació.

El cosmòdrom de Baikonur (en rus: Космодро́м Байкону́р, Kosmodrom Baikonur), també anomenat Toretam, és la instal·lació de llançament espacial més gran i antiga del món. És al Kazakhstan, però quan es va construir formava part de la Unió Soviètica, i encara resta sota control rus. Concretament, és a 200 km a l'est del Mar d'Aral, al nord del Sirdarià, prop de Toretam, a la zona central del país. El nom «Baikonur» es va escollir expressament per a despistar les potències occidentals fent-los creure que el cosmòdrom era prop de la ciutat de Baikonur, un emplaçament miner 320 km al nord-est del centre espacial en una àrea deserta prop de Jezkazgan. Entre les fites més importants aconseguides al cosmòdrom de Baikonur hi ha el llançament del primer satèl·lit artificial, l′Spútnik I, el 4 d'octubre de 1957; el llançament del primer vol tripulat de la història, que va posar en òrbita el primer astronauta: Iuri Gagarin el 1961 o el llançament de la primera dona astronauta, Valentina Tereixkova, el 1963.

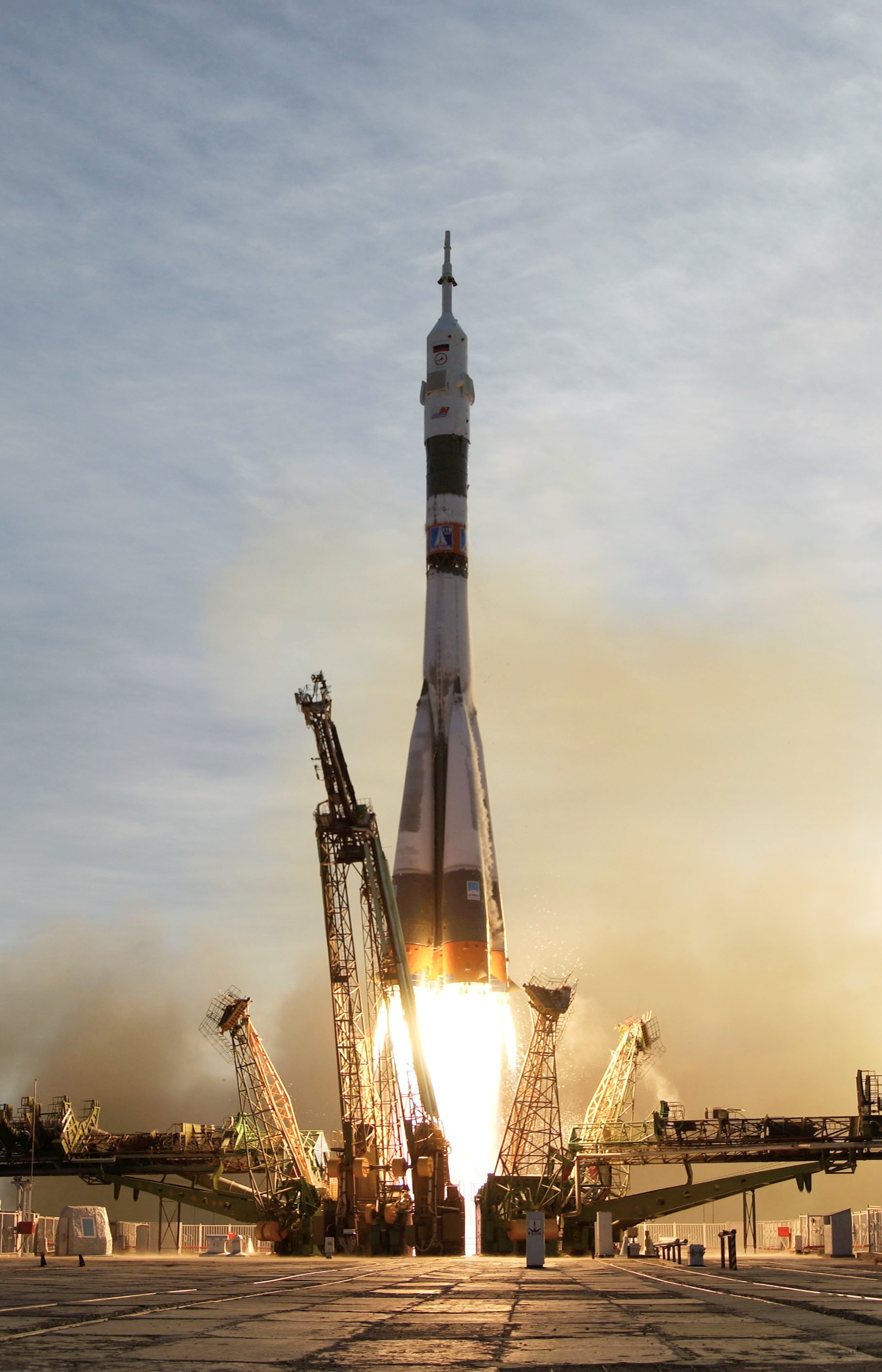
Llançament d'un coet Soiuz TMA-5 el 14 d'octubre de 2004.

Baikonur era el centre d'operacions del programa espacial soviètic dels anys 1950 fins als 1980, i les seves instal·lacions estan preparades per a posar en òrbita vehicles espacials tripulats o no. D'allà han sortit els coets Soiuz, Proton, coet Tsiklon, coet Dnepr i coet Zenit.
Es va fundar el 2 de juny de 1955, i originàriament es va construir com un centre de llançament de míssils de llarg abast, centre que després es va preparar per a poder servir com a instal·lacions per al vol espacial.
Als voltants del centre es va construir, per als obrers i treballadors un barri dormitori amb tots els serveis que necessita una ciutat. Aquest barri va ser, el 1966, considerat com una ciutat, que va ser anomenada Léninsk i rebatejada més tard Baikonur el 1995.
Malgrat la dissolució de la Unió Soviètica el programa espacial s'ha mantingut sempre viu sota el control de la Comunitat d'Estats Independents. Aquest control es manté encara vigent, demostrat pel fet que el 8 de juny de 2005 el conserge de la federació russa va ratificar el seu acord entre Rússia i el Kazakhstan per a l'ús del port espacial. L'acord és que Rússia paga cada any un lloguer de 115 milions de dòlars per a poder utilitzar les instal·lacions de Baikonur fins al 2050. Malgrat l'acord, la disputa d'aquest lloguer han provocat que Rússia estigui expandint el seu propi cosmòdrom de Plesetsk, a l'Oblast d'Arkhànguelsk, al nord de Rússia.
Actualment, és un dels centres més importants des d'on es fan operacions per a l'Estació Espacial Internacional.

## Història
Originàriament va ser construïda per la Unió Soviètica. Està sota control de Rússia, des de la dissolució de la Unió Soviètica el 1991, encara que se situa a Kazakhstan, a la província de Kyzylorda. Situat a 200 km a l'est del Mar d'Aral, al costat del riu Sir Daria, prop de la ciutat de Tiratam, a la part sud central del país.
El nom Baikonur es va triar a propòsit per desviar l'atenció d'Occident fent creure que el lloc estava a prop de la ciutat de Baikonur, una ciutat minera 300 km al nord-est del centre espacial en una àrea desèrtica a prop de Jezkazgan.
Baikonur era el centre d'operacions de l'ambiciós programa espacial soviètic des de finals dels anys 1950 fins als anys 1980 i està equipat amb instal·lacions completes per al llançament de vehicles espacials tant tripulats com no tripulats. Suporta una àmplia gamma de coets: Soiuz, Protó, Tsyklón, Dnepr i Zenit. Té un paper essencial en el desenvolupament i en la realització d'operacions rutinàries de l'Estació Espacial Internacional.
La data oficial de fundació del lloc es considera el 2 de juny de 1955. Es va construir originàriament com un centre de llançament de míssils de llarg abast i més tard es va expandir per incloure instal·lacions per a vol espacial. Al seu voltant, es va construir una ciutat de suport de la instal·lació amb escoles, apartaments i altres per als obrers. El 1966 se li va donar el títol de ciutat i va ser anomenada Leninsk, més tard es va reanomenar com a Baikonur el 1995.
Molts vols espacials històrics van partir de Baikonur: el primer satèl·lit artificial, Sputnik 1, el 4 d'octubre de 1957, el primer vol orbital tripulat per Iuri Gagarin en 1961, i el vol de la primera dona a l'espai, Valentina Tereshkova el 1963.
El programa va continuar després de la dissolució de la Unió Soviètica el 1991, sota els auspicis de la Comunitat d'Estats Independents. El 8 de juny del 2005 el consell de la Federació de Rússia va ratificar un acord entre Rússia i Kazakhstan per a l'ús efectiu del cosmòdrom. L'acord estén el lloguer per part de Rússia del cosmòdrom de Baikonur fins al 2050 amb un cost de 115 milions de dòlars anuals.
Donada la disputa entre Rússia i Kazakhstan sobre la quantitat a pagar pel lloguer del cosmòdrom, i com a mesura d'independència nacional, Rússia va començar a expandir la seva pròpia alternativa amb el cosmòdrom de Plesetsk a l'óblast d'Arkhànguelsk, al nord del país.

## Instal·lacions
Actualment aquest cosmòdrom pot llançar els tipus de coets següents: Protó-K, Rókot, Soiuz-U, Mólniya-M, Tsyklón-2 i Zenit. Per a ells compta amb vuit plataformes operacionals, entre elles la coneguda com a plataforma Gagarin o l'àrea 31. Les restes de l'equip de llançament gastat es deixen caure directament a terra al llunyà orient rus, on els treballadors i la població local ho recuperen.
El centre de llançament compta, entre altres instal·lacions, amb:
- Planta de producció d'oxigen i nitrogen, essencials per als coets.
- 2 aeroports.
- 470 km de vies fèrries.
- 1281 km de carreteres.
- 6610 km de línies de comunicació.
- 360 km d'oleoductes.
- 92 llocs de comunicació.

El cosmòdrom consumia anualment 600 milions de kWh d'energia elèctrica.

### Llista de plataformes de llançament
- Plataforma 1/5 (Plataforma Gagarin): Soiuz-Soiuz, Soiuz-Progress, Soiuz-Ikar – 45° 55′ 12″ N, 63° 20′ 31″ E / 45.920°N,63.342°E
- Plataforma 31/6: Soiuz-Kosmos, Soiuz-Fregat – 45° 59′ 46″ N, 63° 33′ 50″ E / 45.996°N,63.564°E
- Plataforma 41/3: R-16 (destruït a l'explosió de 1960) – 45° 58′ 30″ N, 63° 39′ 36″ E / 45.975°N,63.660°E
- Plataforma 41/4 : R-16 (1961–67) – 45° 58′ 34″ N, 63° 39′ 54″ E / 45.976°N,63.665°E
- Plataforma 41/15: R-16, Kosmos 3 (1963–68) – 45° 58′ 34″ N, 63° 40′ 08″ E / 45.976°N,63.669°E
- Plataforma 45/1: Zenit-2, Zenit-2M, Zenit-3M – 45° 56′ 35″ N, 63° 39′ 11″ E / 45.943°N,63.653°E
- Plataforma 45/2 (destruït a l'explosió de 1990): Zenit 2 – 45° 56′ 24″ N, 63° 39′ 18″ E / 45.940°N,63.655°E
- Plataforma 51: R-9 (1961–62) – 45° 55′ 26″ N, 63° 20′ 28″ E / 45.924°N,63.341°E
- Plataforma 60/6: R-16 (1963–66) — 46° 01′ 08″ N, 64° 00′ 58″ E / 46.019°N,64.016°E
- Plataforma 60/7: R-16 (1963–67) — 46° 01′ 05″ N, 64° 01′ 05″ E / 46.018°N,64.018°E
- Plataforma 60/8: R-16 (1962–66) — 46° 01′ 01″ N, 64° 01′ 05″ E / 46.017°N,64.018°E
- Plataforma 67/21: Tsyklon, R-36M, R-36O, MR-UR-100 Sotka (1963–72) – 45° 59′ 20″ N, 63° 42′ 18″ E / 45.989°N,63.705°E
- Plataforma 67/22: Tsyklon, R-36, R-36O (1964–66) — 45° 59′ 24″ N, 63° 42′ 25″ E / 45.990°N,63.707°E
- Plataforma 69: Tsyklon-2
- Plataforma 70 (Destruido en la explosión de 1963): R-9 – 46° 01′ 59″ N, 63° 05′ 46″ E / 46.033°N,63.096°E
- Plataforma 75: R-9 — 45° 57′ 49″ N, 63° 12′ 07″ E / 45.963600°N,63.201922°E
- Plataforma 80/17: Tsyklon (1965) — 46° 00′ 25″ N, 64° 01′ 12″ E / 46.007°N,64.020°E
- Plataforma 81/23 (81L) (inactiva >2004): Proton-K – 46° 04′ 26″ N, 62° 58′ 41″ E / 46.074°N,62.978°E
- Plataforma 81/24 (81P): Proton-M – 46° 04′ 16″ N, 62° 59′ 06″ E / 46.071°N,62.985°E
- Plataforma 90/19 (90L) (Inactiva >1997): UR-200, Tsyklon-2 – 46° 04′ 52″ N, 62° 55′ 55″ E / 46.081°N,62.932°E
- Plataforma 90/20 (90R): UR-200, Tsyklon-2 – 46° 04′ 48″ N, 62° 56′ 06″ E / 46.080°N,62.935°E
- Plataforma 101: R-36M (1973–76) — 45° 57′ 05″ N, 63° 25′ 38″ E / 45.951504°N,63.427341°E
- Plataforma 102: R-36M (1978) — 45° 55′ 58″ N, 63° 26′ 06″ E / 45.932813°N,63.435014°E
- Plataforma 103: R-36M (1973–77) — 45° 57′ 07″ N, 63° 26′ 42″ E / 45.952°N,63.445°E
- Plataforma 104: R-36M (1972–74) — 45° 59′ 17″ N, 63° 25′ 12″ E / 45.988°N,63.420°E
- Plataforma 105: R-36M (1974–77) — 45° 57′ 00″ N, 63° 29′ 46″ E / 45.950°N,63.496°E
- Plataforma 106: R-36M (1974–83) — 45° 57′ 04″ N, 63° 29′ 49″ E / 45.951°N,63.497°E
- Plataforma 107: R-36 — 46° 14′ 15″ N, 63° 53′ 31″ E / 46.237492°N,63.892040°E
- Plataforma 108: R-36 — 46° 14′ 20″ N, 63° 53′ 41″ E / 46.238912°N,63.894699°E
- Plataforma 109/95: Dnepr – 45° 57′ 04″ N, 63° 29′ 49″ E / 45.951°N,63.497°E
- Plataforma 110/37 (110L) (inactiva >1988): N-1, Enérguia-Buran – 45° 57′ 54″ N, 63° 18′ 18″ E / 45.965°N,63.305°E
- Plataforma 110/38 (110R) (inactiva >1969): N-1 – 45° 57′ 43″ N, 63° 18′ 36″ E / 45.962°N,63.310°E
- Plataforma 130: UR-100 (1965) – 46° 05′ 09″ N, 62° 54′ 56″ E / 46.085924°N,62.915518°E
- Plataforma 131: UR-100N, UR-100, Rokot (1965–90) — 46° 04′ 19″ N, 62° 57′ 22″ E / 46.072°N,62.956°E
- Plataforma 132: UR-100NU (2001–02) — 46° 02′ 12″ N, 63° 02′ 52″ E / 46.036724°N,63.047795°E
- Plataforma 140/18: R-36 (1965–78) — 45° 59′ 48″ N, 63° 33′ 13″ E / 45.996640°N,63.553517°E
- Plataforma 141: R-36 — 45° 54′ 36″ N, 63° 20′ 57″ E / 45.910054°N,63.349123°E
- Plataforma 142/34: R-36 (complex de tres sitges) — 45° 56′ 26″ N, 63° 27′ 44″ E / 45.940690°N,63.462309°E
- Plataforma 160: R-36O — 46° 04′ 40″ N, 62° 56′ 32″ E / 46.077709°N,62.942152°E
- Plataforma 161/35: Tsyklon (1967–73) — 46° 02′ 02″ N, 63° 03′ 47″ E / 46.034°N,63.063°E
- Plataforma 162/36: Tsyklon (1966–75) — 46° 01′ 55″ N, 63° 04′ 01″ E / 46.032°N,63.067°E
- Plataforma 163: R-36O — 46° 00′ 49″ N, 63° 10′ 09″ E / 46.013689°N,63.169115°E
- Plataforma 164: R-36O — 45° 56′ 40″ N, 63° 03′ 50″ E / 45.944321°N,63.063822°E
- Plataforma 165: R-36O — 45° 59′ 28″ N, 62° 55′ 07″ E / 45.991019°N,62.918739°E
- Plataforma 170: UR-MR-100 (1976–79) — 45° 56′ 53″ N, 63° 01′ 32″ E / 45.948045°N,63.025630°E
- Plataforma 171: UR-100, UR-100N — 46° 06′ 13″ N, 63° 00′ 29″ E / 46.103711°N,63.008046°E
- Plataforma 172: UR-MR-100 (1978–81) — 46° 03′ 54″ N, 63° 05′ 31″ E / 46.065°N,63.092°E
- Plataforma 173: UR-MR-100 (1972–78) — 46° 01′ 46″ N, 63° 07′ 51″ E / 46.029481°N,63.130727°E
- Plataforma 174: UR-100, UR-100K — 46° 04′ 54″ N, 62° 55′ 05″ E / 46.081768°N,62.918076°E
- Plataforma 175/2: UR-100NU, Rokot, Strela – 46° 03′ 04″ N, 62° 59′ 13″ E / 46.051°N,62.987°E
- Plataforma 175/59: Rokot (1994) — 46° 03′ 07″ N, 62° 59′ 10″ E / 46.052°N,62.986°E
- Plataforma 176: UR-100 — 46° 01′ 22″ N, 63° 02′ 48″ E / 46.022748°N,63.046610°E
- Plataforma 177: UR-MR-100, UR-MR-100U (1973–78) — 45° 58′ 47″ N, 63° 06′ 02″ E / 45.979856°N,63.100512°E
- Plataforma 178: UR-100 — 46° 01′ 31″ N, 62° 53′ 28″ E / 46.025231°N,62.891115°E
- Plataforma 179: UR-100 — 45° 59′ 22″ N, 62° 57′ 50″ E / 45.989370°N,62.963890°E
- Plataforma 181: UR-MR-100U (1978–79) — 46° 03′ 25″ N, 63° 01′ 55″ E / 46.057032°N,63.031970°E
- Plataforma 191/66: R-36O (1969–71) — 45° 58′ 12″ N, 63° 11′ 49″ E / 45.970°N,63.197°E
- Plataforma 192: R-36O — 46° 01′ 27″ N, 63° 17′ 59″ E / 46.024256°N,63.299723°E
- Plataforma 193: R-36O — 45° 57′ 11″ N, 63° 23′ 21″ E / 45.953101°N,63.389145°E
- Plataforma 194: R-36O — 45° 51′ 55″ N, 63° 17′ 11″ E / 45.865265°N,63.286486°E
- Plataforma 195: R-36O — 45° 47′ 35″ N, 63° 16′ 29″ E / 45.792929°N,63.274628°E
- Plataforma 196: R-36O — 45° 49′ 41″ N, 63° 08′ 51″ E / 45.828128°N,63.147363°E
- Plataforma 200/39 (200L): Proton-M/Proton-K – 46° 02′ 24″ N, 63° 01′ 55″ E / 46.040°N,63.032°E
- Plataforma 200/40 (200R): Proton-K (inactiva >1991) – 46° 02′ 10″ N, 63° 02′ 17″ E / 46.036°N,63.038°E
- Plataforma 241: R-36O — 45° 51′ 30″ N, 63° 27′ 20″ E / 45.858357°N,63.455686°E
- Plataforma 242: R-36O — 45° 56′ 43″ N, 63° 28′ 53″ E / 45.945334°N,63.481266°E
- Plataforma 243: R-36O — 45° 51′ 18″ N, 63° 44′ 13″ E / 45.854873°N,63.736967°E
- Plataforma 244: R-36O — 45° 50′ 25″ N, 63° 38′ 04″ E / 45.840238°N,63.634400°E
- Plataforma 245: R-36O — 45° 49′ 03″ N, 63° 31′ 37″ E / 45.817592°N,63.526831°E
- Plataforma 246: R-36O — 45° 45′ 56″ N, 63° 25′ 24″ E / 45.765601°N,63.423444°E
- Plataforma 250 (inactiva >1987): Enérguia – 46° 00′ 29″ N, 63° 18′ 18″ E / 46.008°N,63.305°E